# CBGB

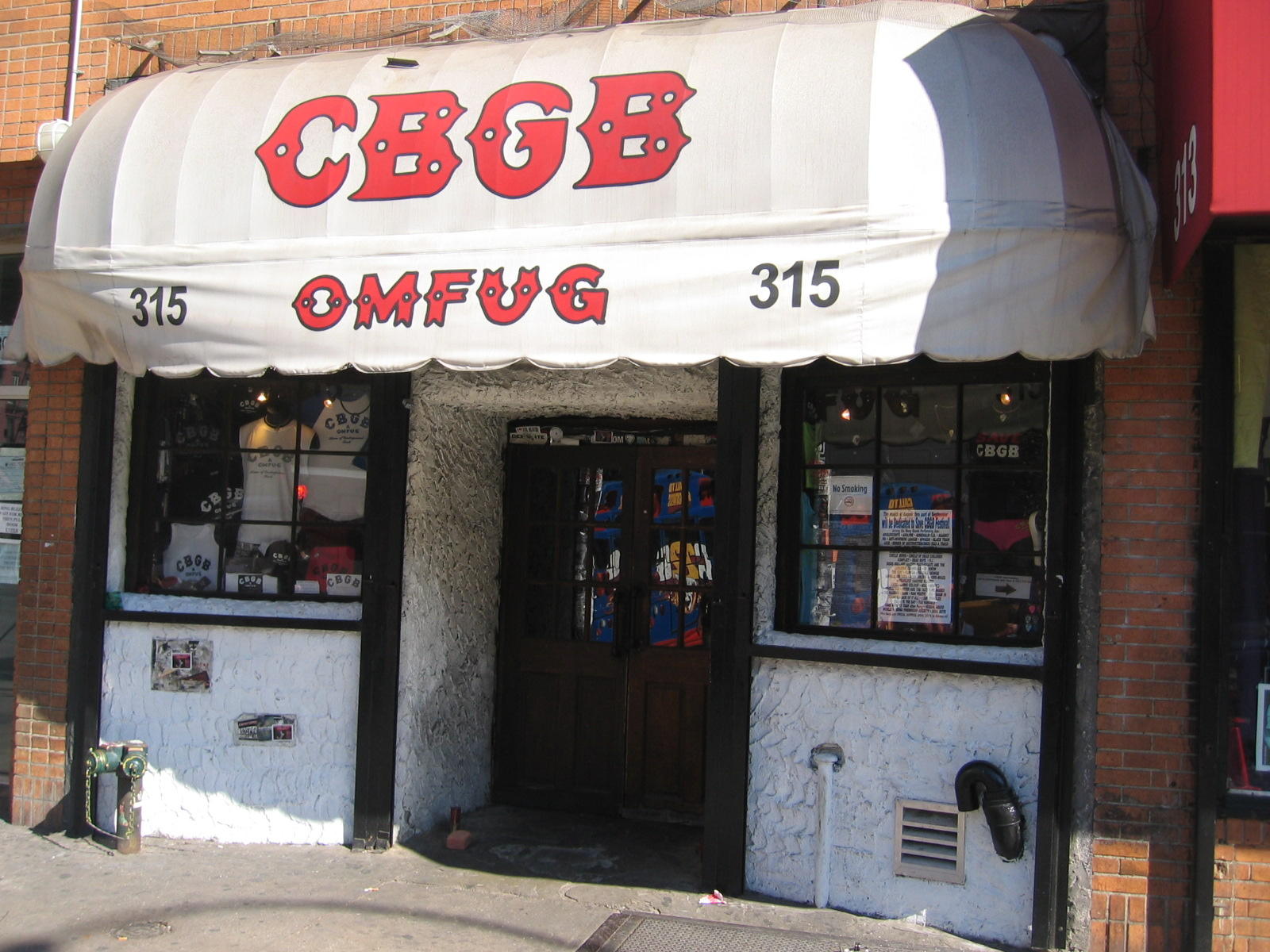
CBGB

CBGB var en legendarisk rockklubb som låg på adressen 315 Bowery på Manhattan i New York. CBGB är ett akronym för musikgenrerna Country, Bluegrass och Blues. Den har också tilläggsnamnet OMFUG, (Other Music For Uplifting Gormandizers), ungefär annan musik för upplyftande gourmander. Gourmand är ett uttryck för någon som njuter av god mat, enligt grundaren Hilly Kristal betydde ordet i det här sammanhanget musikälskare. Klubben förknippas med amerikansk punk och new wave då framförallt Television, Blondie, Patti Smith och Ramones. Den gästades under åren av gräddan av världens rockakter. CBGB:s logga och gatuskylten som visar att Bleecker Street börjar här utgör fonden för ett klassiskt bandfoto med Ramones.
Klubben stängdes 2006 och på avskedskonserten spelade bland annat Patti Smith. På adressen ligger idag en klädbutik och vägg i vägg ligger den mindre klubben CB:s 313 Gallery.